# María de los Reyes Romero Vilches
María de los Reyes Romero Vilches, née le 30 décembre 1967, est une femme politique espagnole membre de Vox.

## Biographie
Lors des élections générales anticipées du 28 avril 2019, elle est élue députée au Congrès des députés pour la XIIIe législature  dans la circonscription de Séville. Elle est réélue lors des élections générales anticipées du 10 novembre 2019 pour la XIVe législature.
Elle qualifie les militantes féministes de « feminazis » en diverses occasions.